# Heteroconus nanus
Heteroconus nanus är en skalbaggsart som beskrevs av Brancsik 1892. Heteroconus nanus ingår i släktet Heteroconus och familjen Dynastidae. Inga underarter finns listade i Catalogue of Life.